# Zanetti Motori
 Zanetti Motori oder auch Meccaniche Zanetti (kurz Zanetti) ist ein italienischer Zweirad- und Motorhersteller aus Bologna.
Das Unternehmen wurde 1960 von Augusto Zanetti gegründet und stellte von Anfang der 1960er bis Ende der 1970er Jahre 50-cm³-Mofamotoren und motorisierte Fahrräder her.
Von 1967 bis 1975 baute Zanetti Mopeds und lieferte auch Fahrradanbaumotoren als Bausätze, die über dem Vorderrad montiert wurden. Das Zanetti Bicizeta C50 war das bekannteste Modell und wurde auch in Argentinien gebaut, wo es von Lujan HNOS S.A.I.C. als Pumita vermarktet wurde.

## Modelle

### C50/2-Frontmotor
Der C50/2-Frontmotor war ein 42-cm³-Automatikmotor mit Reibrollenantrieb auf das Vorderrad und Seilzugstarter. Der Hubraum betrug 41,96 cm³, die Bohrung 38 mm und der Hub 37 mm; Verdichtungsverhältnis 7,64 : 1. Der Motor leistete 0,7 PS bei 3750/min und ermöglichte eine Geschwindigkeit von etwa 30 km/h.

### Bicizeta C50
In den 1960er Jahren produzierte Zanetti das beliebte italienische Motorfahrrad Bicizeta mit dem Zanetti C50/2-Frontmotor. Es konnte mit Pedalen oder Motor oder beidem betrieben werden. Man konnte es in der Mitte zusammenfalten und es passte problemlos in die meisten Autokofferräume. Der Benzintank war am Lenker befestigt und hing über dem Motor. Eine Besonderheit war, dass der Frontscheinwerfer mit im Benzintank saß.

### Pumita
Von etwa 1963 bis 1972 wurde die Bicizeta C50 in Cordoba, Argentinien, von Lujan HNOS S.A.I.C. umgebaut und hieß Pumita (kleiner Puma). Einige Versionen hatten weniger Chromverzierungen und waren preiswerter, so dass die Mofas auch für die ärmeren Bevölkerungsschichten erschwinglich waren.

### MBI
Irgendwann in den Jahren 1965 bis 1968 wurde die First American Bicizeta zu Motor Bike Imports (MBI) umbenannt. MBI schuf den Markennamen Safari. In den späten 1970er Jahren wurde Safari zu einer beliebten Marke, die in Mopedgeschäften im Osten der USA verkauft wurde, vor allem in New Jersey, Maryland, Pennsylvania und Florida.

### Safari Scat
1968 und 1969 beauftragte MBI den Hersteller MZV aus Bologna mit der Produktion von Minibikes und Minifahrrädern mit Zanetti-Motoren. Sie erhielten den Markennamen Safari Scat. Die Safari-Scat-Minibike-Reihe der frühen 1970er-Jahre umfasste auch vollwertige Mopeds mit Straßenzulassung mit Offroadreifen und Kotflügeln.

### Safari Rovet
In den frühen 1970er Jahren ging MBI eine Partnerschaft mit einem italienischen Ingenieur ein und gründete unter dem Namen Rovet ein eigenes Unternehmen zur Herstellung von Fahrrädern. 1975 baute Rovet den Safari Rovet mit dem Zanetti-Frontmotor. Im Gegensatz zum Bicizeta mit einem klappbaren Durchstiegsrahmen konnte der Rovet nicht umgesetzt werden. Der Motor leistete 1 PS, womit der Safari Rovet eine Geschwindigkeit von etwa 30 km/h erreichte und vom DOT für den Straßenverkehr in den USA zugelassen war.

### Safari Fox
Nicht lange nach der Einführung des Rovet wurde dieser verbessert und in Fox umbenannt. Eine obere Querstange wurde hinzugefügt, um zu verhindern, dass sich der Rahmen bei schwerer Belastung verbiegt, beispielsweise beim Überspringen von Bordsteinkanten oder beim Auftreffen auf Schlaglöcher. Dadurch war es notwendig, beim Auf- und Absteigen das Bein über die Rückseite des Fahrrads zu schwingen.